# 丁復
丁復，（？—前184年），秦末越人，西漢將軍。

## 生平
丁復隨漢高祖劉邦舉兵於薛，後來又助劉邦平定章邯、司馬欣、董翳，隨呂澤等軍團破楚大將龍且於齊國。担任大司马，参与了在叶地击破项羽，后担任将军，封陽都侯。死后，谥号敬。
《高帝功臣表》排行第十七。食邑数7800户排名第五、仅比排名第四的萧何少200户。官至大司馬，封陽都侯。